# Oldenburgische G 7
Die Dampflokomotiven der Gattung G 7 der Großherzoglich Oldenburgischen Eisenbahn wurde nach dem Vorbild der preußischen G 7 gebaut. Der 2.820 mm über der Schienenoberkante liegende Kessel lag in einem Blechrahmen und hatte einen Durchmesser von 1.660 mm. Die Fahrzeuge waren mit einer einfachen Steuerung der Bauart Heusinger sowie einer Lentz-Ventilsteuerung ausgestattet.
Von der Reichsbahn wurden 13 Exemplare übernommen und mit den Nummern 55 6201–55 6213 in die Baureihe 55.62 eingereiht. 1925 wurden die Maschinen auf Heißdampf umgebaut. Zugleich wurden die Loks mit Druckluftbremsen ausgestattet und die zulässige Höchstgeschwindigkeit auf 60 km/h erhöht.